# Pocztowe zlecenie wypłaty
Pocztowe zlecenie wypłaty – usługa umowna świadczona przez Pocztę Polską polegająca na poleceniu wypłaty określonej kwoty pieniężnej przy wykorzystaniu sieci telefonicznych lub innych środków łączności. 
Doręczenie określonej kwoty pieniężnej następuje po spełnieniu określonych warunków, w tym samym dniu w przeciągu od 6 do 8 godzin od momentu nadania.